# Vacaciones de terror
Vacaciones de terror es una película de terror sobrenatural mexicana de 1989, dirigida por René Cardona III a partir de un guion que escribió con Santiago Galindo. Está protagonizada por Julio Alemán, Pedro Fernández y Gabriela Hassel. La trama de la película sigue a una familia adinerada en México que tras heredar una casa vacacional descubren que se encuentra embrujada por el espíritu de una bruja que los atormenta con una serie de eventos sobrenaturales. 
El filme fue recibido de una manera muy pobre en taquilla pero, se convirtió con los años en una película de culto siendo considerada mayormente como una de las películas de horror ambientadas en México más memorables. Una adaptación de la película fue anunciada en 2018.

## Argumento
En 1889, durante la época colonial, un inquisidor logra detener las malvadas maquinaciones de una poderosa bruja por medio de un amuleto sagrado que anula sus poderes, el cual utiliza junto a una extraña muñeca. Posteriormente la bruja es ajusticiada y se quema en la hoguera, pero no sin antes jurar venganza. Tras la ejecución, el inquisidor ordena que las pertenencias de la bruja sean guardadas en un pozo cercano. Cien años después, en 1989, un joven humilde llamado Julio (Pedro Fernández) intercambia su reproductor de música con un campesino por el mismo amuleto que selló los poderes de la bruja, debido a que le gusta coleccionar todo tipo de objetos sobrenaturales.
Más tarde visita a su novia Paulina, quien le invita a unirse al viaje familiar de sus tíos y sobrinos a una casa vacacional recientemente heredada en Valle de Bravo por su adinerado tío, el arquitecto Fernando que, tras la muerte de una tía lejana quedó como el único dueño de la casa. Una vez que la familia llega a la casa abandonada y desgastada, Fernando es el único que ve potencial en el lugar. Poco después de la llegada de Julio comienzan a ocurrir fenómenos sobrenaturales como la desaparición de objetos, ruidos extraños y alucinaciones que sufre la hija menor, Gaby, quien ve ocasionalmente el espíritu de la bruja quemada.
Mientras Gaby juega con sus hermanos, ella cae al pozo donde están guardadas las pertenencias de la bruja. Allí encuentra y se siente atraída por la muñeca que se usó en la ejecución y decide reclamarla como su nuevo juguete; desarrollando un apego hacia la misma que preocupa a su madre. Durante una discusión entre Gaby y su madre, Lorena, la muñeca es de alguna manera capaz de provocarle complicaciones en su embarazo lo que fuerza a Fernando a llevarla a un hospital cercano. Más tarde la muñeca continúa creando diferentes eventos sobrenaturales, como provocar malestares en julio y crear ilusiones aterradoras sobre Paulina, quien sospecha que Gaby es la responsable, por lo que la reprende y encierra en su cuarto junto a sus hermanos. 
Mientras tanto, en el hospital, Lorena le suplica a su esposo que vaya por sus hijos porque presiente que están en peligro, Fernando obedece y procede a conducir hasta la casa. Gaby cae bajo la influencia del espíritu de la bruja, junto a sus hermanos los gemelos Jaime y Pedro, y con ayuda de la muñeca es capaz de utilizar los poderes de la bruja con los que casi asesina a Julio al intentar atropellar al joven con su camioneta y aprisiona a su prima Paulina dentro de la casa. Pese a los esfuerzos de Julio por defender a su novia este acaba siendo encerrado dentro de un espejo. Gaby entonces se prepara para aniquilar a su propio padre tomando el control del auto y forzándolo a conducir delante de otros autos para provocar un accidente. Desesperada, Paulina se hace con la muñeca y, tras colocarle el amuleto de Julio, es capaz de arrojarla a una chimenea lo que provoca un incendio y libera a su novio de su prisión. Una vez libre él ayuda a uno de los gemelos a escapar de la casa por poco justo cuando Fernando regresa para llevarse a todos a salvo. 
Algún tiempo indefinido después, la casa es puesta en venta y mientras es visitada por una familia interesada en ella; una de las hijas se separa solo para encontrarse con la misma muñeca que está intacta, implicando que podría repetirse la historia de lo sucedido con Gaby y su familia.

## Reparto
La elección del elenco se realizó casi en su totalidad en 1988, componiéndose de los siguientes actores:
| Personaje       | Actor/Actriz        |
| --------------- | ------------------- |
| Julio           | Pedro Fernández     |
| Fernando        | Julio Alemán        |
| Paulina         | Gabriela Hassel     |
| Lorena          | Nuria Bages         |
| Inquisidor      | Carlos East         |
| Gabriela (gaby) | Gianella Hassel Kus |
| Jaimito         | Carlos East jr.     |
| Pedrito         | Ernesto East        |
| Bruja           | Andaluz Russel      |
| Vendedor        | José Manuel Fregoso |
| Comprador       | René Cardona        |
| Mujer 1         | Regina de Seeman    |
| Niña 1          | Regina Seeman A.    |
| Niña 2          | Jumila Cardona      |
| Doctor          | Roberto Schlosser   |
| Nicacio         | Ernesto Casillas    |

## Recepción
Vacaciones de Terror obtuvo la aclamación por parte del público por su argumento, efectos y posteriormente se convirtió en una película de culto del cine mexicano principalmente por ser pionera en los géneros del horror sobrenatural y posesiones de objetos inanimados. Por otra parte en su estreno obtuvo una tibia recepción de la crítica especializada, que ha cambiado paulatinamente hasta considerarla un elemento clásico del cine mexicano.